# Der Triumph des Bacchus

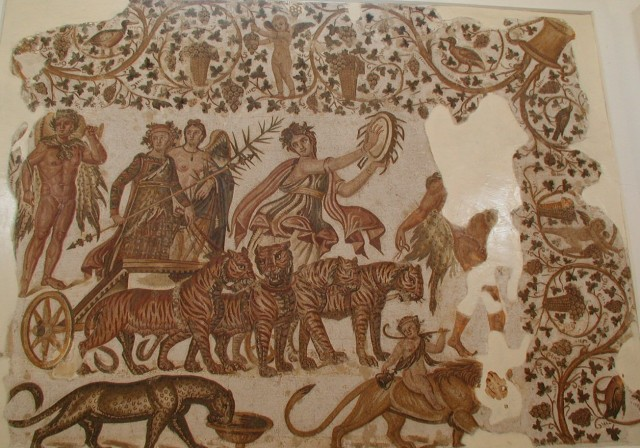
Bacchus im Triumphzug, Mosaik aus Sousse, 3. Jahrhundert

Der Triumph des Bacchus (auch Triumph des Dionysos) ist die neuzeitliche Bezeichnung für ein doppeltes künstlerisch-mythologisches Motiv, das während der Antike entstand und einerseits die triumphalische Rückkehr des Gottes Dionysos (Bacchus) aus dem kultisch unterworfenen Asien, anderseits die feierliche Verbindung desselben Gottes mit der sterblichen Ariadne zum Thema hat.

## Mythos
Der griechische Gott Dionysos oder Bakchos (beziehungsweise sein römisches Pendant Bacchus) galt als Eroberer Asiens, so in Euripides’ Bakchen, wo er nach Theben heimkehrt, nachdem er Lydien für seine Verehrung gewonnen hat. Mit ihm verband sich die Vorstellung einer friedlichen Invasion und Zivilisierung des Ostens, indem der Gott und sein Gefolge in einem eigentlichen Triumphzug selbst Indien (das Ende der bekannten Welt) mit dem Thyrsos anstelle des Speers und mit Fest- anstelle von Schlachtmusik überwanden und dort den Wein und seine Wohltaten einführten. Die ausführlichste Beschreibung davon gab noch im 5. Jahrhundert der spätantike Autor Nonnos von Panopolis in seinem 25.000 Hexameter umfassenden Epos Dionysiaka.
Eine der mythologischen Geschichten, die über Dionysos erzählt und literarisch verarbeitet wurden, war dessen Begegnung mit der kretischen Prinzessin Ariadne. Die Tochter des Minos hatte dem jungen Athener Theseus geholfen, den Minotaurus zu töten und wieder aus dem Labyrinth, wo sich das Ungeheuer aufgehalten hatte, herauszufinden; danach war sie mit Theseus geflohen, doch hatte dieser sie auf Naxos zurückgelassen. Naxos war auch die Lieblingsinsel des Dionysos und dort fand er die klagende Ariadne vor, verliebte sich sofort und heiratete sie; als Hochzeitsgeschenk erhielt Ariadne eine Krone aus Juwelen, die nach ihrem Tod als Sternbild an den Himmel stieg, Ariadne selbst geleitete Dionysos aus dem Hades in den Olymp, wo sie zur Göttin wurde. Diese Sage findet sich etwa bei Ovid (Metamorphosen, 8,169–182).

## Künstlerische Umsetzung

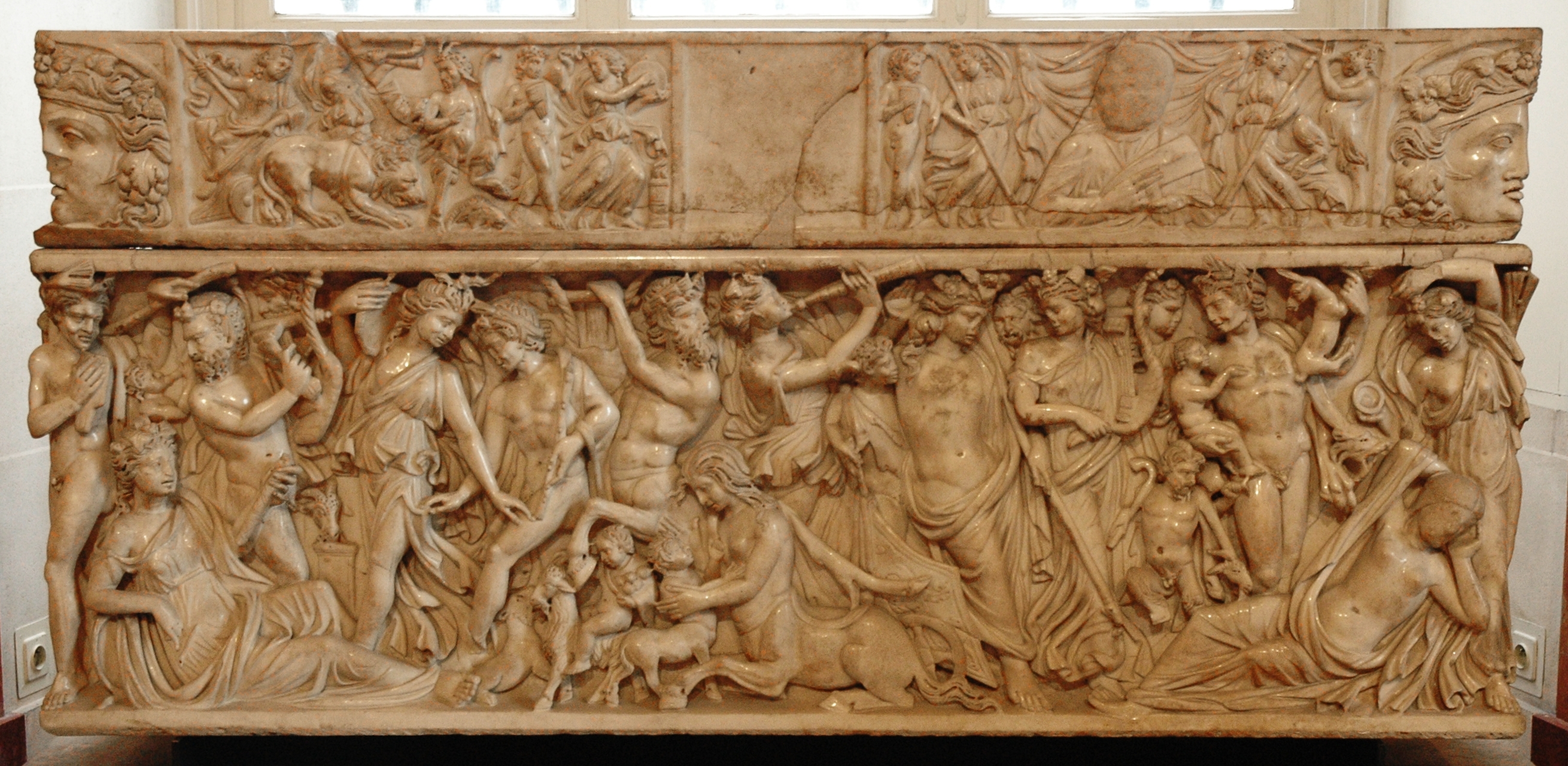
Römischer Sarkophag mit dem Triumphzug von Bacchus und Ariadne, 3. Jahrhundert

Der dionysische Themenkreis war während der Antike sehr beliebt. Zahlreiche Bilder finden sich auf Vasen, Mosaiken oder an Hauswänden. Als Gott der Ekstase und des Massenrausches wurde Dionysos, den man in den groß angelegten Dionysien und Bacchanalien ehrte, meist von einem ausgelassenen Gefolge umgeben dargestellt. Manche Quellen behaupten, dass auch Alexander der Große nach seiner Rückkehr aus Indien (das von Dionysos angeblich unterworfen worden war) ein rauschendes Fest (komos) in Nachahmung des Dionysos feierte. Dionysos sollte denn auch im hellenistischen Herrscherkult eine wichtige Rolle spielen. Die siegreiche Heimkehr im Triumphzug, wo dem Volk exotisches Beutegut der eroberten Ländereien gezeigt wurde, war in diesem Zusammenhang auch in Rom mit seinen ständigen Kriegen gegen Persien topisch, der Triumph selbst auch ein sakraler Akt. (Das Wort Triumph leitet sich offenbar von einem kultischen Beinamen thriambos des Gottes Bakchos ab.) Eine weitere Identifikation der Römer mit Bacchus erfolgte zudem durch die Ausbreitung des Weinanbaus in ihren Provinzen. Darstellungen von Triumphzügen des Dionysos erschienen vermehrt ab der Antoninenzeit. Unter dem Einfluss der wachsenden synkretistischen Glaubensvorstellungen erhielt auch Dionysos den Aspekt einer Erlösergottheit, welche die bisherige Götterwelt in sich vereinigte. Insbesondere auf Sarkophagen sieht man den ekstatischen Triumphzug des Dionysos und die Hochzeit des Dionysos mit Ariadne als Hinweis auf die Vereinigung des Menschlichen mit dem Göttlichen.

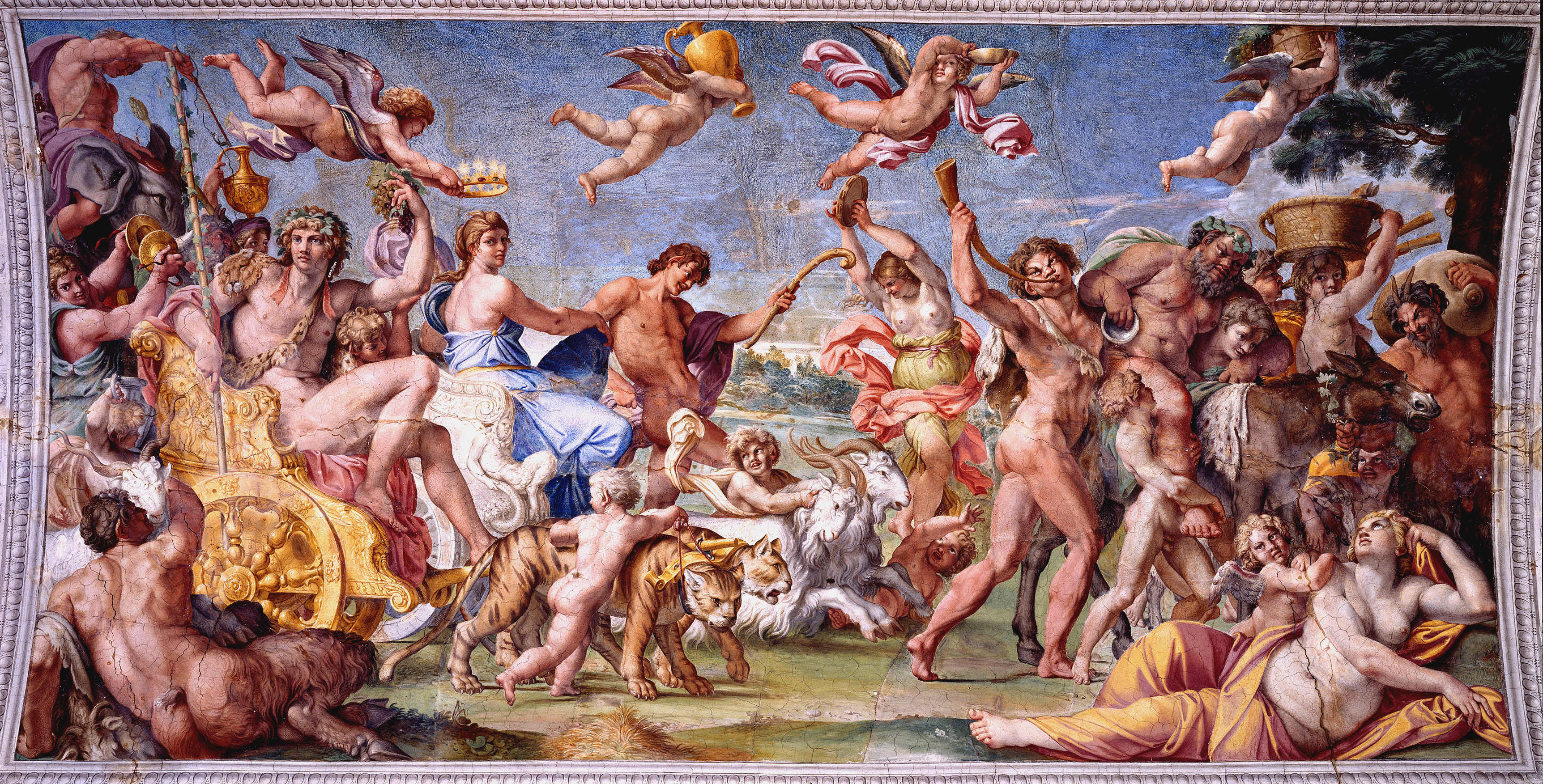
Annibale Carracci: Der Triumph von Bacchus und Ariadne, 1600, Palazzo Farnese in Rom

Nach dem Ende der griechisch-römischen Religionen wurde der Siegeszug des Dionysos erst wieder während der Renaissance im Zuge der Antikenrezeption aufgegriffen – ausgehend von Italien in der romanisierten Bezeichnung als Triumph des Bacchus. Lorenzo de Medici schrieb ein Lied Il trionfo di Bacco e Arianna, das wohl am Florentiner Karneval im letzten Viertel des 15. Jahrhunderts gespielt wurde. Der Gesang feierte den Genuss der Jugend und des Moments:
Quant’è bella giovinezza / che si fugge tuttavia! / Chi vuol essere lieto, sia: / di doman non c'è certezza.
(„Wie schön ist die Jugend / Die so schnell entflieht / Wer ausgelassen sein will, der soll es / Was morgen kommt, ist ungewiss.“)
Intensiv beschäftigte sich die Kunst des Barock mit dem Thema, das viele Möglichkeiten einer reichhaltig-dynamischen Darstellung bot. Abgebildet wurden in wechselnden Zusammensetzungen Bacchus, Ariadne, das Gefolge aus Satyrn und Mänaden und auch der trunkene Silen auf seinem Esel, als Begleitobjekte der Triumphwagen, Raubkatzen als Zugtiere, Kronen aus Efeu oder Weinlaub, Weintrauben, Reben, Thyrsos, Doppelflöten, Hörner und Zimbeln, Schlangen, Elefanten und andere exotische Tiere, Weinschläuche, Krüge und Trinkschalen etc. Dabei dienten der Bildentwicklung neben den römischen und griechischen Quellen zu den Dionysossagen auch Beschreibungen der antiken Bacchanalien.

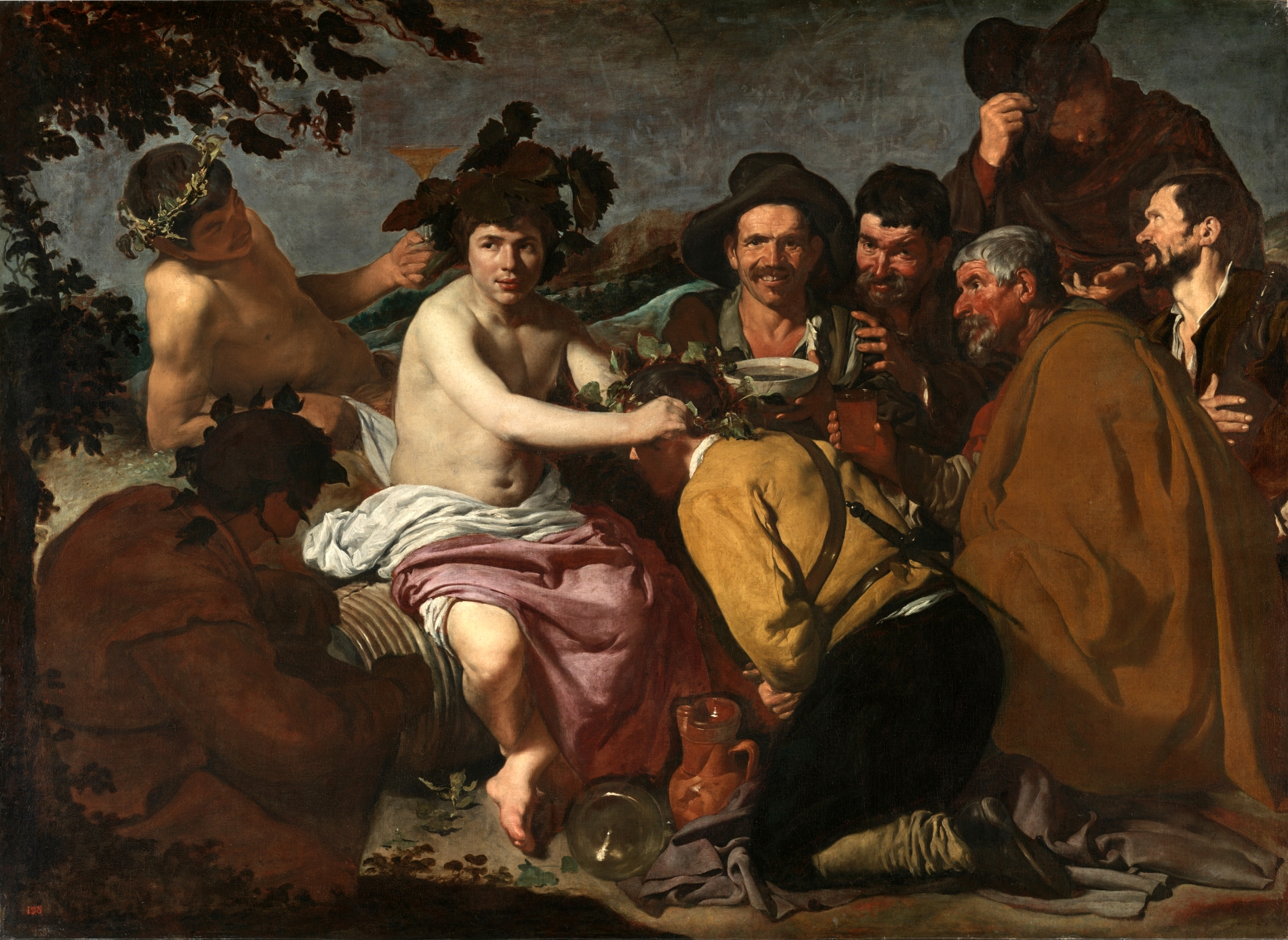
Diego Velazquez: Der Triumph des Bacchus oder Die Trunkenbolde, 1629

Trotz des mythologischen Apparats spielte in der langdauernden neuzeitlichen Beschäftigung mit dem Motiv (noch 1861 schuf Eugène Delacroix einen entsprechenden Bildentwurf) dessen antike religiöse Bedeutung kaum noch eine Rolle. Unter dem Einfluss neuplatonischen Gedankenguts verschob sich der inhaltliche Schwerpunkt hin zum Triumph der göttlich verstandenen Liebe, für die sinnbildlich die Begegnung von Bacchus und Ariadne und deren Hochzeitszug stand, allerdings auch – wie bereits in Lorenzo de Medicis Gesang deutlich – hin zur Festfreude. Zunehmend rückte irdische Sinnlichkeit anstelle der ursprünglichen Transzendenz ins Zentrum des künstlerischen Interesses. Die Verweltlichung des Themas wird in Diego Velázquez’ Triumph des Bacchus (bezeichnenderweise auch bloß Los Borrachos – Die Trunkenbolde genannt) besonders weit geführt, wo Bacchus mitten in einem Gefolge von grobschlächtigen Bauern oder Soldaten sitzt, einer von diesen einen Weinlaubkranz aufgesetzt bekommt (eine Parodie auf die Krönung der Ariadne) und zwei der Zecher dem Betrachter direkt ins Auge sehen. Das Bild erhält auf diese Weise eine ganz weltliche Gegenwärtigkeit. Triumph des Bacchus steht am Ende dieser Entwicklung nicht mehr im Zusammenhang mit etwas Göttlichem, sondern wird zum Begriff für die ausgelassene Trunkenheit nach dem Genuss von Alkohol. Der englische Schriftsteller John Evelyn bezeichnete den Londoner Frostjahrmarkt von 1683/84 mit seinem „Gesaufe“ (tippling) als einen „bacchanalischen Triumph“ (bacchanalian triumph).